# دانشگاه آندالاس
دانشگاه آندالاس (به لاتین: Andalas University) یک دانشگاه در اندونزی است که در پادنگ، اندونزی واقع شده‌است.